# پسر جهنمی ۲: ارتش طلایی
پسر جهنمی ۲: ارتش طلایی (انگلیسی: Hellboy II: The Golden Army) عنوان فیلمی ابرقهرمانی آمریکایی بر پایه شخصیت خیالی پسر جهنمی از انتشارات دارک هورس کامیکس است که توسط مایک میگنولا خلق شده‌است. این فیلم به نویسندگی و کارگردانی گی‌یرمو دل تورو است که دنباله‌ای بر فیلم پسر جهنمی (۲۰۰۴) به‌شمار می‌رود و به موضوع بهشت و جهنم و هیولاهای افسانه‌ای می‌پردازد.

## داستان
موجودات افسانه شروع به شورش در مقابل انسان‌ها کرده‌اند تا بر زمین حکم فرمایی کنند. پس پسر جهنمی و یارانش باید زمین را در مقابل این موجودات محافظت کنند.

## جوایز
این فیلم کاندیدای ۱ اسکار (کاندیدای اسکار بهترین چهره پردازی) در سال ۲۰۰۹ شد.